# 강태석
강태석(姜台錫, 1959년 5월 24일∼)은 대한민국의 사회복지학 교수로서  베이비붐 세대, 노인복지, 청소년복지 분야의 전문가로 평가받는다. 한세대학교, 호원대학교, 서정대학교, 웅지세무대학교 등에서 외래교수와 겸임교수를 역임하였으며, 서정대학교에서 사회복지학 교수를 하고 은퇴하였다. 학술지와 논문 작성과 통계에 관련된 주식회사 초록논문컨설팅 대표이사이다.

## 학력
- 1972년 수정초등학교 졸업
- 1975년 동아중학교 졸업
- 1978년 원예고등학교 졸업
- 1994년 장로회신학대학교 졸업(신학사.Th.B)
- 2014년 숭실대학교 사회복지대학원 사회복지학과 졸업(사회복지학 석사. SWD)
- 2018년 한세대학교 일반대학원 사회복지학과 졸업(사회복지학 박사. Ph,D)

## 경력
- 1999년 10월∼2003년 12월  명일교회 사무장
- 2004년 12월∼2007년  7월  고척교회 사무장
- 2007년 11월∼2017년 11월  노량진교회 사무장
- 2017년  2월∼2019년  5월  사회복지 사단법인 행복디딤돌 상임이사
- 2018년  3월∼2018년 12월  한세대학교 학부, 대학원 외래교수
- 2019년  3월∼2020년  8월  나사렛대학교 평생교육원 외래교수
- 2020년  9월∼2021년 12월  호원대학교 외래교수
- 2022년  3월∼2024년  3월  서정대학교 겸임교수
- 2022년  9월∼2022년 12월  목원대학교 평생교육원 외래교수
- 2023년  1월∼현재까지     주식회사 초록논문컨설팅 대표이사
- 2023년  9월∼2024년  3월  웅지세무대학교 겸임교수
- 2024년  4월∼2024년  8월  서정대학교 조교수

## 생애
1959년 5월 24일 대구시 수성구 범어동에서 강신태(1927년 8월 12일∼2022년 4월 6일)와 박일순(1934년 9월 15일∼1975년 4월 17일)의 3남 중 차남으로 태어났다. 부산에서 초, 중, 고등학교를 졸업하였으며, 부산장신대를 수학하던 중 1979년 부마 민주항쟁을 거치면서 육군 현역으로 입대하였다. 육군 만기 전역 후 새롭게 장로회신학대학교에 입학하여 1983년부터 1985년까지는 시위에 단순 참가자로 지냈다. 그러나 1986년 대의원 의장 시절부터는 시위를 주도하는 입장으로 선회하여 반외세 자주화, 반독재 민주화, 조국통일에 관심을 가지면서 1986년 인천 5·3 민주항쟁, 1986년 10·28 건국대학교 항쟁의 소용돌이 속에서 독재타도! 민주쟁취!에 앞장서서 투쟁하였다. 이러한 민주화 과정속에서 2번의 퇴학과 1번의 휴학을 전전하면서 1995년 8월, 12년 만에 겨우 장로회신학대학교를 졸업하였다. 비록 민주화 투쟁에 동참하여 퇴학과 휴학이라는 고난과 역경을 만났지만, 정계로 진출하지 않고, 오직 삶의 현장에 부딪치면서 사회복지학을 공부하여 인생 후반부에 학자의 삶을 살아가고 있다.

## 교육활동
2012년 3월 숭실대학교 사회복지대학원 사회복지학과에 늦깍이로 학문의 길로 입문하였다. 우리사회의 인구 고령화와 저출산에 관해 주목하였으며, 베이비붐 세대의 생애, 사회복지실천 서비스와 전달체계에 주목하였다. 더불어 인간의 존엄과 행복, 배려와 공감, 소외와 배제, 자아존중감, 사회적 관계, 삶의 질에 관한 연구를 시작했다.
2018년 사회복지학 박사 학위를 취득한 이후 한세대학교, 나사렛대학교 평생교육원, 호원대학교, 목원대학교 평생교육원, 서정대학교, 웅지세무대학교 등에서 후학들에게 강사와 겸임교수로 사회복지학을 강의하였다. 2024년 4월에는 서정대학교 조교수로 재직하면서 사회복지학을 강의한 후 정년 은퇴를 맞이했다.

## 연구의 특징
사회복지학은 인간의 사회적 욕구와 사회문제를 해결하기 위해 국가 또는 민간기관이 제공하는 서비스 및 정책을 연구하는 학문이다. 그의 사회복지학 강의에서는 인간행동과 사회환경, 사회복지정책론, 프로그램 개발과 평가, 사회복지실천론을 진행하면서 인간의 사회적 욕구와 사회문제 해결에 관심을 집중하였다.
주요 논문에서는 인간의 자아존중감에 지대한 관심을 갖고 연구하였다. 자아존중감은 자신을 존중하고 가치있는 존재로 인식하는 것이다. 청소년에게는 자아존중감의 중요성을 피력하고, 베이비붐 세대와 노인에게도 놓치고 지나친 자아존중감 향상의 필요성을 주장하였다.

## 논문
- 학위논문/베이비붐 세대의 사회적 관계망과 여가활동이 생활만족도에 미치는 영향: 자아존중감의 매개효과를 중심으로. 한세대학교 일반대학원 박사학위논문.
- 베이비붐 세대의 사회적 관계망이 생활만족도에 미치는 영향: 자아존중감의 매개효과를 중심으로. 장신논단(2016), 48(4), 339-366.
- 베이비붐 세대의 재능기부활동만족이 부부만족도에 미치는 영향: 자아존중감의 매개효과를 중심으로. 한국케어매니지먼트연구(2018), 29, 5-30.
- 노인의 성별에 따른 서비스 질과 사회적 지지가 경로당의 이용만족도에 미치는 영향. 한국콘텐츠학회논문지(2019), 19(9), 441-451.
- 중학생이 지각하는 부모양육태도가 성취가치에 미치는 영향: 자아정체감의 매개효과. 청소년학연구(2020), 27(2), 123-147.
- 베이비붐 세대의 일자리 특성이 직무만족도에 미치는 영향; 임금근로자와 자영업자의 비교분석. 직업능력개발연구(2020), 23(1), 193-219.
- 중학생의 사회적 위축이 학업열의에 미치는 영향: 자아존중감의 매개효과를 중심으로. 학습자중심교과교육연구(2020), 20(11), 911-932.
- 중학생의 그릿이 자아존중감을 매개로 학업태도에 미치는 영향. 학습자중심교과교육연구(2020), 20(12), 1219-1244.
- 부모양육태도가 중학생의 삶의 만족도에 미치는 영향: 자아존중감의 매개효과를 중심으로. 학습자중심교과교육연구(2020), 20(13), 1171-1195.
- 성별에 따른 미혼 청년의 결혼의향 요인 연구. 학습자중심교과교육연구(2024), 24(10), 227-241.
- 부모 양육태도가 아동의 사회적 위축에 미치는 영향: 자아존중감의 매개효과와 성별의 조절효과. 미래유아교육학회지, 31(1), 115-145.
- 가족단절 경험에 대한 내러티브 탐구: 기독교인 상담사 부부를 중심으로. 학습자중심교과교육연구(2024), 24(16), 641-658.

## 저서
- 베이비붐 세대의 사회적관계망이 생활만족도에 미치는 영향

## 같이 보기
- 서정대학교
- 사회복지학